# هی‌یا
هی‌یا (کره‌ای: 히야; لاتین‌نویسی اصلاح‌شده: Hiya) یک فیلم سال ۲۰۱۶ کره جنوبی با بازی آن بو-هیون و هویا است. این فیلم نخستین کارگردانی کیم جی یون به‌شمار می‌رود و داستان رابطه برادری بین دو برادر را به تصویر می‌کشد. «هی‌یا» در گویش استان گیونگ‌سانگ به معنای برادر بزرگتر است.